# Capitol Studios
Capitol Studios — американская студия звукозаписи, расположенная в Лос-Анджелесе.
Студия принадлежит звукозаписывающей компании Capitol Records, основанной в 1942 году. Владельцы лейбла стремились привлечь самых лучших исполнителей, поэтому решили построить современный небоскрёб в центре Голливуда. Строительство 13-этажного здания Capitol Records Building было завершено в 1955 году. Здание округлой формы стало одной из достопримечательностей Голливуда.
Студия основана в 1956 году. На первом этаже башни Capitol Records размещаются отделы звукозаписи, две комнаты для мастеринга, три студии, а также производственные помещения. Две основные звукозаписывающие студии — Studio A и Studio B — были созданы достаточно большими (139 м² и 95 м²), чтобы вместить популярные биг-бенды 50-х годов.
Открытие студии совпало с распространением рок-н-ролла. Первым звёздным рокабилли-исполнителем лейбла, записывающимся на студии, стал Джин Винсент: в 1957 году он использовал Studio B. В 1958 году в Studio A над очередной пластинкой работала группа Джонни Отиса, а свободное пространство было отдано кричащим подросткам, которые создавали эффект живого выступления. Позднее самые популярные исполнители Capitol Records Нэт Кинг Коул и Фрэнк Синатра записывали свои альбомы в Capitol Studios. Кроме них, в голливудской студии регулярно работали Дин Мартин, Ванда Джексон, Теннеси Эрни Форд, Стэн Фреберг, Има Сумак, Эл Джерро, Натали Коул, Дайан Шуур, Брайан Сетцер и другие артисты.
Помимо музыкантов, услугами студии часто пользуются представители кинематографа и телевидения, так как Capitol Studios способна вместить большой оркестр. Так, в студии записывались симфонические саундтреки для фильмов «Форрест Гамп», «Эйс Вентура», сериалов «Большой ремонт» и «Она написала убийство». 